# Киртланд (Охајо)
Киртланд (енгл. Kirtland) град је у америчкој савезној држави Охајо.

## Демографија
По попису из 2010. године број становника је 6.866, што је 196 (2,9%) становника више него 2000. године.
| Група             | 2000.         | 2010.         |
| Белци             | 6.539 (98,0%) | 6.651 (96,9%) |
| Афроамериканци    | 18 (0,3%)     | 28 (0,4%)     |
| Азијати           | 26 (0,4%)     | 47 (0,7%)     |
| Хиспаноамериканци | 37 (0,6%)     | 78 (1,1%)     |
| Укупно            | 6.670         | 6.866         |